# Bennie Brazell
Bennie Jamaal Brazell (* 2. Juni 1982 in Houston) ist ein US-amerikanischer Hürdenläufer und American-Football-Spieler.
In seiner Spezialdisziplin, dem 400-Meter-Hürdenlauf, qualifizierte er sich 2004 bei den US-amerikanischen Ausscheidungskämpfen als Dritter für die Olympischen Spiele in Athen, bei denen er Achter wurde. Im Jahr darauf stellte er am 11. Juni mit 47,67 min in Sacramento seine persönliche Bestzeit auf.
Nach Beendigung seines Studiums an der Louisiana State University gab er 2006 die Leichtathletik auf und setzte seine Karriere als Footballer fort. Bei den Cincinnati Bengals spielte er 2006 und 2007 auf der Position des Wide Receivers.